# Oopsis uvua
Oopsis uvua là một loài bọ cánh cứng trong họ Cerambycidae.